# Formidable (1795)
El Formidable fue un navío de línea francés de 80 cañones de la clase Tonnant. Bautizado en un principio con el nombre de Figuires fue casi inmediatamente renombrado a Formidable. Fue botado en Tolón en 1795. El Formidable participó en la batalla de Algeciras de 1801, en la batalla del Cabo Finisterre, en la batalla de Trafalgar y en otras diferentes acciones antes de que los británicos lo capturaran en la batalla del Cabo Ortegal. El buque fue puesto en servicio por los británicos con el nombre de HMS Brave. Finalmente fue desguazado en 1816.

## Servicio
El 6 de julio el Formidable luchó en la batalla de Algeciras de 1801 bajo las órdenes del capitán Landais Lalonde quien falleció en acción. El mando fue transferido al capitán de fragata Amable Troude, que oficialmente era segundo al mando del barco Dessaix.

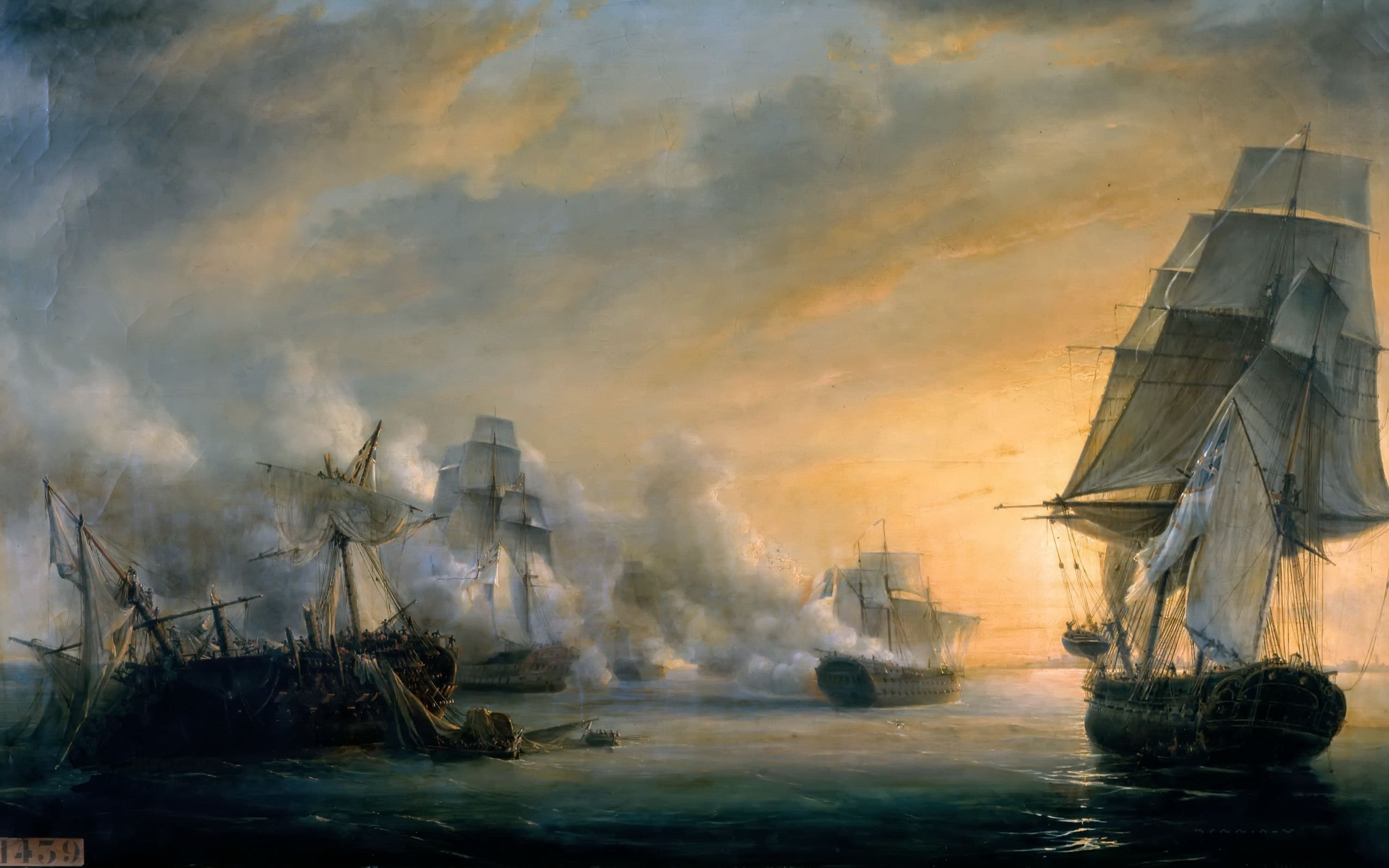
Combate del Formidable

El 13 de julio, el navío quedó rezagado de la flota francesa y fue atacado por la fragata HMS Thames, y los navíos de línea HMS Venerable y HMS Superb de 74 cañones y el HMS Caesar de 80. El Formidable permitió que la fragata Venerable, más rápida que los navíos de línea, se le acercara y cuando estuvo a tiro, el buque francés lo atacó con un intenso fuego que lo desarboló y lo dejó en riesgo de hundimiento. El resto del escuadrón británico acudió en ayuda del Venerable lo que permitió que el Formidable se refugiara en el puerto de Cádiz donde fue recibido entre los vítores de la población. Amable Troude fue inmediatamente ascendido a capitán de navío. Napoleón, en un encuentro que tuvo con él más tarde, lo llamó "el Horacio francés". 
En 1802 y 1803, el Formidable sirvió en Tolón bajo las órdenes del almirante Latouche Tréville.
El 17 de enero de 1805, el buque  comandado por Villeneuve se hizo a la mar junto a otros 10 navíos de línea y 8 fragatas con dirección al Caribe, a la isla Martinica, donde llegaron el 13 de mayo. La flota francesa conquistó Roca del Diamante a los ingleses pero Villeneuve volvió a Europa al escuchar que Nelson había llegado a las Indias occidentales.
El 22 de junio de 1805, la flota franco-española que regresaba fue interceptada por una flota británica a las órdenes de sir Robert Calder, entablándose la batalla del Cabo Finisterre. Tras un violento intercambio de fuego artillero y la captura de dos barcos españoles, las flotas se separaron en la niebla y los barcos franco-españoles, exhaustos después de seis meses en el mar y una batalla, anclaron en Cádiz para descansar y avituallarse.

## Batalla de Trafalgar
Con su comandante duramente cuestionado, decide salir a la búsqueda de la flota británica para ganar una batalla decisiva. Villeneuve abandona Cádiz encontrándose con los barcos ingleses cerca del Cabo Trafalgar.  
El Formidable era el buque insignia del contralmirante Dumanoir quien comandaba los seis navíos de vanguardia de la flota francesa formada, además de por el Formidable, por el Scipion, el Duguay-Trouin, el Mont-Blanc, el Intrépide y el Neptune. La vanguardia se mantuvo en reserva y se unieron a la batalla alrededor de las 16:00 horas. El escuadrón, simplemente, navegó junto en formación y realizaron unos pocos disparos. A Dumanoir se le acusó de abandonar el combate y fue tachado de cobarde.
El 4 de noviembre de 1805, en la batalla del Cabo Ortegal, el almirante inglés sir Richard Strachan con los navíos HMS Caesar, HMS Hero, HMS Courageux, HMS Namur y cuatro fragatas, derrotaron y capturaron los restos del escuadrón. El Formidable fue tomado y puesto al servicio de la Royal Navy rebautizado con el nombre de HMS Brave.
El HMS Brave fue desguazado en 1816.